# Estación de La Coruña-San Cristóbal
Estación de La Coruña-San Cristóbal vasútállomás Spanyolországban, A Coruña településen.

## Vasútvonalak
Az állomást az alábbi vasútvonalak érintik:
- Atlanti-tengely nagysebességű vasútvonal
- Zamora–La Coruña-vasútvonal
- León-A Coruña-vasútvonal

## Kapcsolódó állomások
A vasútállomáshoz az alábbi állomások vannak a legközelebb: